# 多管外筛球虫
多管外筛球虫（学名：Ethmosphaera polysiphonia）为光滑球虫科外筛球虫属的动物。分布于西太平洋热带海，包括南中国海等海域。